# Língua vera'a
Vera'a (Vatrata) é uma língua oceânica falada por cerca de 280 pessoas em Vanua Lava, Vanuatu.